# MKNŽ Ilirska Bistrica
Mladinski klub Nade Žagar (znan po kratici MKNŽ) ima sedež v Ilirski Bistrici, mestu v jugozahodni Sloveniji. Klub odlikuje močan glasbeni program, saj pogosto gosti tako domače izvajalce kot tudi priznane glasbene skupine iz tujine. MKNŽ svoj program izvaja že več kot pet desetletij, v tem času pa je gostil že več kot 1500 glasbenih skupin. Prostor, ki sprejme približno 200 ljudi, se uporablja večinoma za žive koncerte. MKNŽ je samoniklo prizorišče in neprofitna organizacija, ki jo vodi skupnost prostovoljcev po principu in etiki DIY (naredi sam). Čeprav je MKNŽ lociran na obrobju in daleč od urbanih središč, mu kljub temu redno uspeva napolniti dvorano zaradi močne lokalne skupnosti ter rednih obiskovalcev večjih mest. Mladinski klub Nade Žagar (MKNŽ) s svojim neumornim delovanjem kljubuje času in spremembam v družbi ter skrbi za ohranjanje kreativnega in zdravega okolja za mlade, tako v Ilirski Bistrici kot tudi drugje.

## Ozadje
Mladinski klub Nade Žagar je poimenovan po vojni herojinji iz druge svetovne vojne Nadi Žagar in je bil ustanovljen leta 1966 v času SFRJ kot mladinski center. V prvih dveh desetletjih so v klubu potekale različne kulturne in družabne dejavnosti. Sčasoma je klub začel vključevati vse bolj subkulturne in alternativne kulturne in družabne dejavnosti, od grafiterstva do punk glasbe in je bil vse do devetdesetih let dvajsetega stoletja prizorišče pretežno hardcore in garažnega rock'n'rolla. V njem so tudi nastajali in se distribuirali glasbeni fanzini.

## Program
Danes MKNŽ ponuja širok spekter žanrov, čeprav so hardcore, punk in rock'n'roll še vedno njegova močna stran. Na koncertih v MKNŽ so nastopile skupine Alboth! (CH), Blood On The Saddle (ZDA), Helios Creed (ZDA), Tromatism (FR), Hellcrusher (UK), The New Bomb Turks (ZDA), Teengenerate (JP), Human Error (ZDA), Anarcrust (Nizozemska), Cement (ZDA), Hammerhead (ZDA), Mule (ZDA), Today Is The Day (ZDA), Jeff Dahl (ZDA), Dirt (UK), The Harries (NL), God Bullies (US), Cop Shoot Cop (US), Distract Vibes (Nizozemska), Verbal Assault (US), DI (US), Inferno (DE), V-PUNK (DE), The Pietasters (US), Vandermark Five (US) ter številne slovenske in bivše jugoslovanske skupine.
V zadnjih letih so na njem nastopili D. I., Hard Ons, Oi Polloi, The Lombego Surfers Hiatus, Doom, The Abigails, Burning Heads, Raketkanon in večina podzemnih slovenskih rock skupin. K slednjemu prispeva tudi dejstvo, da je MKNŽ redno prizorišče Klubskega maratona, ki ga vsako leto organizira Radio Študent (RŠ). V zadnjih letih je MKNŽ začel organizirati dopolnilni dogodek k festivalu Garage Explosion, imenovan Garage Explosion Afterparty, ki gosti nekatere skupine, povabljene na festival, ki sicer poteka v Mariboru.
Občasno se v MKNŽ odvijajo tudi drugi dogodki, od filmskih projekcij do potopisnih predavanj, delavnic in predavanj.

## Drugi o MKNŽ
Etnografa in filmska ustvarjalca Manca Filak in Žiga Gorišek sta o klubu ob 50. letnici njegovega delovanja posnela dokumentarni film z naslovom Mlada Nada. 
Leta 2011 je Društvo MKNŽ izdalo tudi diplomsko delo Tjaše Poklar: MKNŽ : Mladinski klub Nade Žagar v ritmu od leta 1966 v knjižni obliki.